# Мелітопольське училище культури
Мелітопольське училище культури — державний навчальний заклад I рівня акредитації в місті Мелітополь, що готує молодших спеціалістів в області хореографії, музики, декоративно-прикладного мистецтва, бібліотечної справи.

## Історія

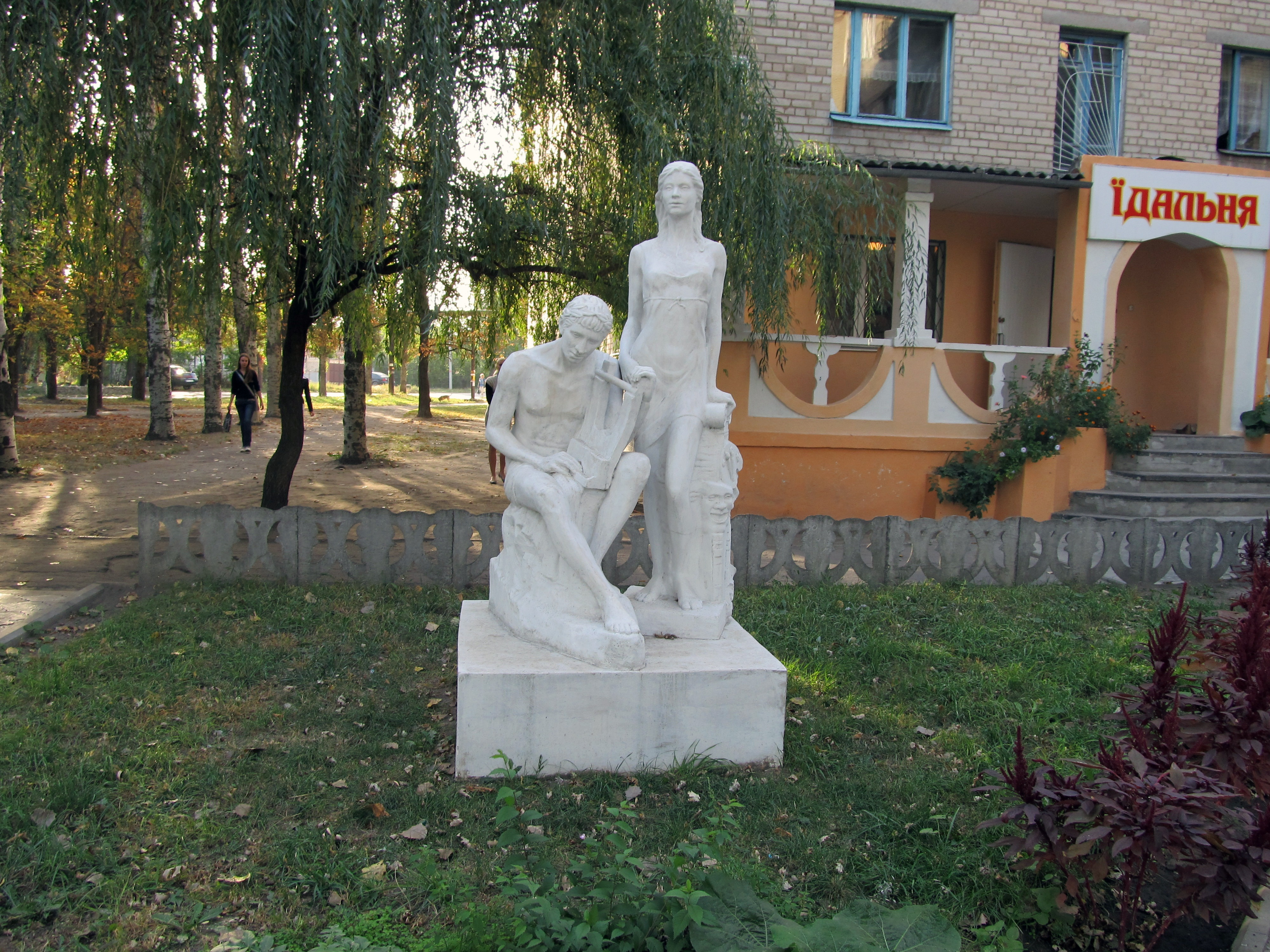
Скульптура біля входу до училища

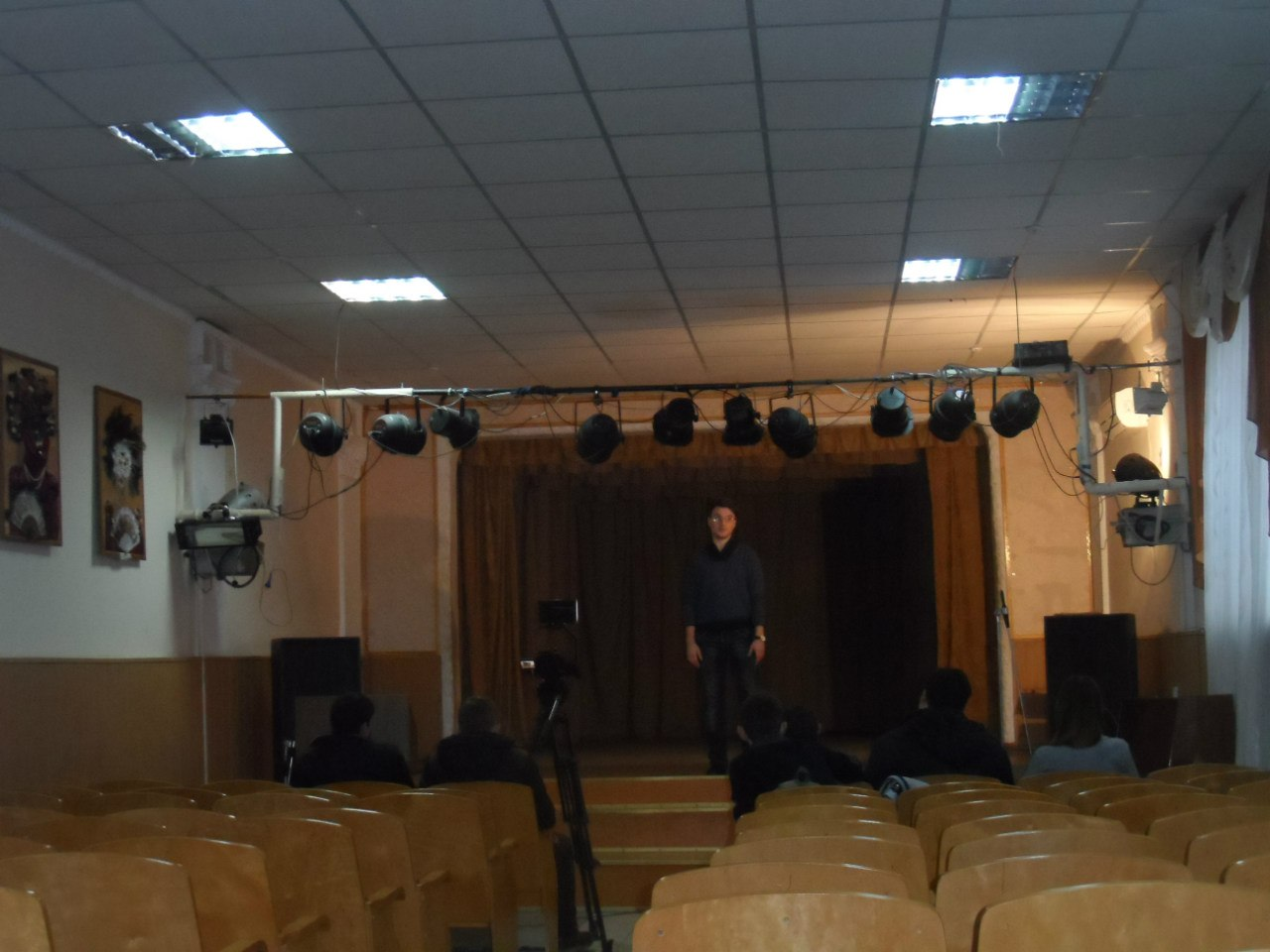
Сцена

- У 1930 році в Запоріжжі рішенням уряду УРСР був створений технікум комуністичної освіти.
- У 1932 році технікум був переведений до Мелітополя.
- У 1934 році технікум комуністичної освіти було реорганізовано в бібліотечний технікум.[1]
- У роки німецько-радянської війни робота технікуму була припинена. Знову технікум відкрито 1 вересня 1944, як технікум підготовки політико-освітніх працівників. У 1947 році він був перейменований в технікум підготовки культурно-освітніх працівників.[2]
- У 1961 році технікум був реорганізований в культурно-освітнє училище.
- У 1990 році навчальний заклад було перетворено в Мелітопольське училище культури.[1]

## Спеціальності
Училище здійснює підготовку за спеціальностями:
- Бібліотечна справа
- Хореографія
- Образотворче та декоративно-прикладне мистецтво
- Хоровий спів
- Народне інструментальне мистецтво

## Культурна діяльність
Училище відіграє важливу роль у культурному житті міста. У ньому проводяться музичні концерти та художні виставки,
училище організовує щорічний танцювальний фестиваль «Політ Терпсихори»
і всеукраїнський фестиваль духової та естрадної музики «Таврійські сурми», що проводиться раз на 2 роки.
Музичні та танцювальні ансамблі училища — регулярні учасники міських свят та призери обласних і всеукраїнських конкурсів самодіяльності.
В училищі працює навчальний театр „На Богданці“.

## Відомі викладачі
- Леонід Юлійович Шермейстер (нар. 1921) — композитор, керівник хорової капели „Таврія“, автор пісні „Вечірній Мелітополь“, що стала гімном міста[7]
- Віктор Грицаненко — директор училища, учасник дуету «Гріата», виконував класичні музичні твори (Віктор Грицаненко — тенор-саксофон, викладач училища по класу фортепіано Юлія Атаманчук — фортепіано)[8]
- Гавриїл Юрійович Шульгін — педагог-методист вищої категорії, композитор, почесний громадянин Мелітополя[9]
- Людмила Козар — поетеса, автор збірки віршів українською, російською та болгарською мовами «Самодіва»[10]